# گکوی پلنگی
جکوی پلنگی (نام علمی: Eublepharis macularius) گونه‌ای مارمولک از تیرهٔ جکو است که در مناطق نیمه‌بیابانی، کوهپایه‌ها در نواحی بیابانی نیمه‌خشک، در دشت‌های تپه‌ای سنگلاخی با خاک‌های رسی دارای پوشش گیاهی اندک پراکنده بیشتر از نوع بوته‌ای در ایران، افغانستان، پاکستان، هند یافت می‌شود.

## مشخصات و ظاهر
رنگ بالغ‌ها در پشت زرد تا خاکستری بنفش کم‌رنگ گاهی قهوه‌ای تیره، بیشتر آمیخته با صورتی، همراه با نقاط آبی سیاه که در برخی پراکنده و مجزا و در برخی پیوسته که طرح شبکه‌ای را به وجود می‌آورند. طول خزنده بدون دم ۱۶۰ میلی‌متر و دم ۹۰ میلی‌متر است.

## شکار و تهیه غذا
این جاندار از کرم‌ها و موش‌ها و جانداران کوچک تغذیه می‌کند و گاهی نیز از طعمه‌های مرده تغذیه می‌کند ولی رایج‌ترین غذایش جیرجیرک است. پروانه‌ها و عنکبوت‌ها نیز در زنجیره غذایی این جاندار نقش دارند این جاندار همانند یک پلنگ عمل می‌کند و در بین گیاهان برای شکار مخفی می‌شود؛ و دارای ۱۰۰ دندان است که قادر است هر سه تا چهار ماه دندان‌های خود را تعویض کند.

## تولید مثل
این جاندار جنس مخالفش را توسط نوعی فرمون جذب می‌کند و گاهی رفتارهایی مانند تجاوز نیز در آن‌ها دیده می‌شود؛ و عمل آمیزش را چندین بار انجام می‌دهند و هنگامی که جنس ماده باردار است جنس نر غذا و نیازهای او را تأمین می‌کند و ۲۱ تا ۲۸ روز پس از آمیزش دو تخم از جنس ماده زاده می‌شود که ۴۵ تا ۶۰ روز پس از خوابیدن روی تخم‌ها مارمولک‌های نو متولد می‌شوند